# إي. هارت فين
إي. هارت فين هو سياسي أمريكي، ولد في 12 سبتمبر 1856 في هارتفورد في الولايات المتحدة، وتوفي في 23 فبراير 1939. نشط حزبياً في الحزب الجمهوري. وقد انتخب عضو مجلس نواب كونيتيكت ‏ وانتخب عضو مجلس النواب الأمريكي ‏.